# Eugenio Ficalbi
Eugenio Ficalbi (Piombino, 9 marzo 1858 – Pisa, 16 dicembre 1922) è stato uno zoologo ed entomologo italiano.

## Biografia
Nacque a Piombino il 9 marzo 1858, dall'ingegnere senese Aristodemo Ficalbi e Maria Anna Rosellini. Rientrato a Siena con la famiglia dopo il 1865, conseguì la laurea in medicina presso quell'ateneo nel 1883, e in scienze naturali all'Istituto di studi superiori di Firenze nel 1889.
Dal 1883 al 1888 fu assistente di Sebastiano Richiardi alla cattedra di anatomia comparata e zoologia dell'Università di Pisa e, dopo un periodo come professore di scienze al liceo-ginnasio di Siena, fu professore universitario a Sassari (1889), Cagliari (1890), Messina (1895) e Padova (1900). Nel 1905 succedette a Richiardi come direttore dell'istituto di zoologia e anatomia comparata a Pisa.
Nei suoi studi si occupò dello studio dello scheletro cefalico dei murenoidi e lo scheletro del geco, dell'ossificazione delle capsule periotiche dei mammiferi, dell'istologia del tegumento di anfibi, ciclostomi e rettili. Offrì anche una dettagliata sistematica delle zanzare (culicidae). Fu autore di un fondamentale trattato di Zoologia generale, stampato a Firenze tra il 1895 e il 1898.
Tra gli incarichi ricoperti, ci furono quelli da vice-presidente della Società toscana di scienze naturali, socio dell'Unione zoologica italiana e della Società per il progresso delle scienze e direttore della Società di agraria di Pisa, città dove morì il 16 dicembre 1922.